# دان فرانك
دان فرانك (بالفرنسية: Dan Franck)‏ ولد في 17 أكتوبر 1952 بباريس. وهو كاتب فرنسي. حصل على جائزة رينودو الأدبية عام 1991.

## روابط خارجية
- دان فرانك على موقع IMDb (الإنجليزية)
- دان فرانك على موقع ألو سيني (الفرنسية)
- دان فرانك على موقع أول موفي (الإنجليزية)
- دان فرانك على موقع قاعدة بيانات الفيلم (الإنجليزية)
- دان فرانك على موقع كينوبويسك (الروسية)